# Cântecul muzicuței
Cântecul muzicuței este un cântec de copii din anii 1960, interpretat de solista copil Ioana Matache acompaniată de corul de copii al Radioteleviziunii Române. Pe fața A a fotodiscului este o fotografie a artistei fotograf Hedy Löffler intitulată „Măriuca”.

Fața A a fotodiscului

Fața B a fotodiscului

## Text
1.
Grupa nostră de prieteni pleacă-n marș mereu,
Însă fără un cântec vesel drumu-i tare greu,
Dar o fată-i răgușită și cântă pe nas,
Doi baieți n-au pic de voce și altul n-are glas.
Ce-i de făcut?
Ne-am întrebat cu toții, ei,
Ce-i de făcut?
Și iată am găsit:
O muzicuță,
o muzicuță ne-am luat
Ea ține loc de-orchestră și de cor,
ofrandă e și dar, pian și contrabas,
Și nu-i nevoie nici de dirijor.
2.
Și când cânți din muzicuță pasu-i mai vioi,
Nici de ger nici de furtună nu ne temem noi,
Doar de ploaie ne e frică nu că vom răci,
Însă muzicuța noastră poate rugini.
Ce strașnic e,
Suntem micuți și foarte buni
Ce strașnic e,
Băieți, când pleci la drum.
O muzicuță,
o muzicuță ne-am luat
Nevoie n-ai, la drum de altceva
Un sfat mai poți găsi, azi noi iți vom șopti
Dar fără muzicuță nu porni.
3.
O luăm cu noi în clasă când e-o zi mai grea,
Și-n recreație ne strângem să cântăm cu ea,
Ca o școlăriță-n bancă stă în rând cu noi,
Așa n-a învățat cât face nici doi și cu doi.
Suntem retrași,  noi suntem când primim puțin
Azi n-are glas, când notele sunt mici
O muzicuță,
o muzicuță ne-am luat
cu voioșia grup am făurit
și v-am mai povesti, o zi și înc-o zi,
dar timpul nostru aicea s-a sfârșit,
dar timpul nostru aicea s-a sfârșit.

## Erată
Pe fața B a fotodiscului numele artistei fotograf este imprimat greșit, corect este Löffler.

## Legături externe
- Cântecul muzicuței la YouTube